# Alos, Tarn
Alos là một xã of uTarn department ở miền nam nước Pháp. Xã này nằm ở khu vực có độ cao trung bình 230 mét trên mực nước biển.